# Gongju
Gongju is een stad in de Zuid-Koreaanse provincie Chungcheongnam-do. De stad telt ruim 121.000 inwoners en ligt in het westen van het land. Vroeger stond Gongju bekend als Ungjin, de hoofdstad van het oude koninkrijk Paekche.

## Stedenbanden
- Moriyama, Japan